# Jonathan Rauch

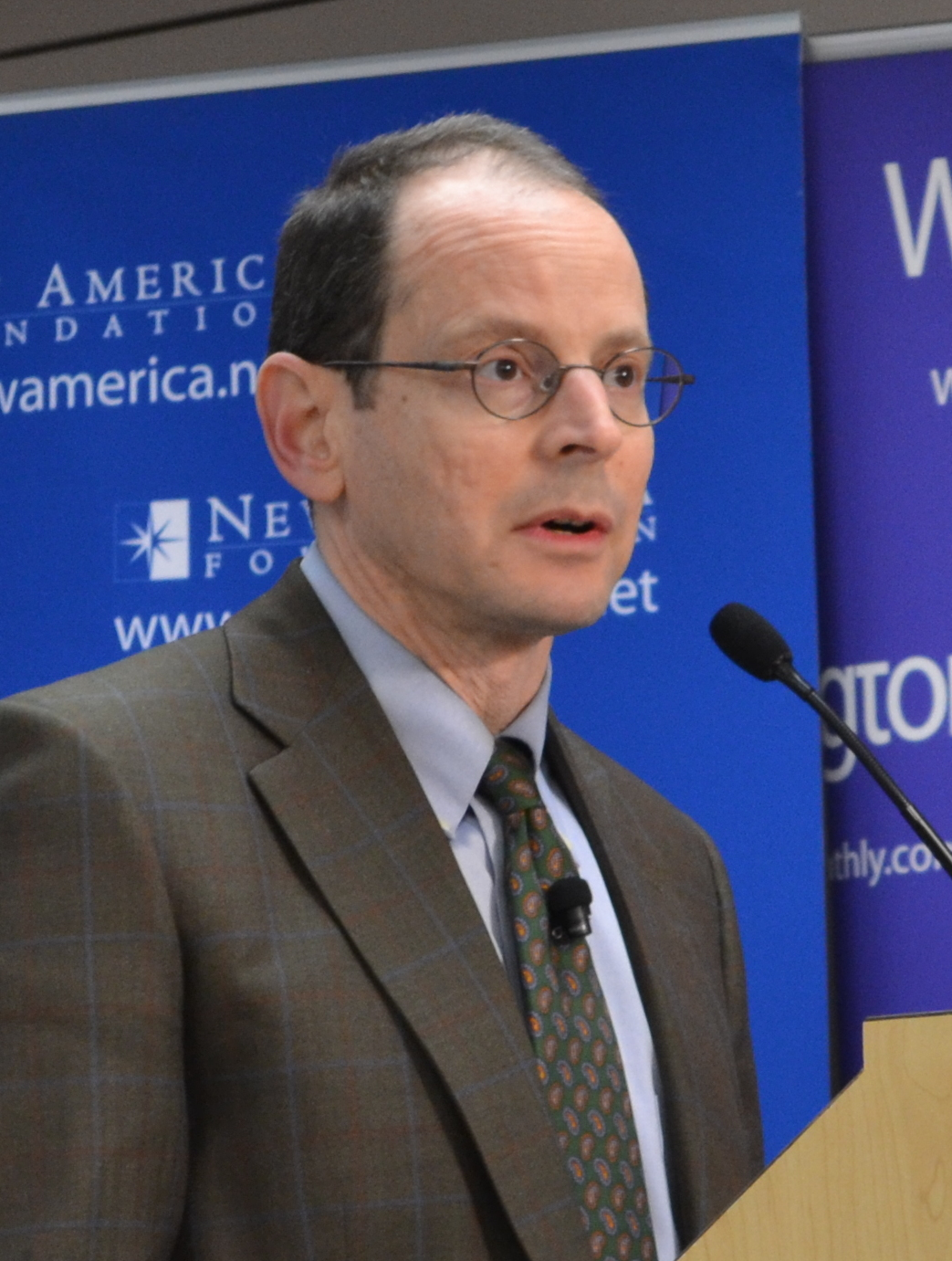
Jonathan Rauch (2013)

Jonathan Rauch (* 26. April 1960 in Phoenix, Arizona) ist ein US-amerikanischer Autor.

## Leben
Rauch wuchs in Phoenix auf, studierte an der Yale University und machte dort im Jahr 1982 seinen Abschluss. Anschließend arbeitete er als Reporter für das Winston-Salem Journal in North Carolina, bevor er 1984 nach Washington zog. Von 1984 bis 1989 berichtete er für das National Journal über Steuer- und Wirtschaftspolitik. Im Jahr 1990 verbrachte er sechs Monate in Japan als Stipendiat des Japan Society Leadership Program. Aktuell schreibt er gelegentlich für The Atlantic.
Er ist Mitarbeiter der Brookings Institution, eines Thinktanks in Washington. 2021 erschien sein Buch The Constitution of Knowledge. A Defense of Truth, in dem er über Infokriege und die Zerstörung der Wahrheit schrieb.
Dem konservativen Journalisten Ross Douthat von den New York Times gilt Rauch als Stimme der Mitte unter Homosexuellen. In einem Aufsatz für The American Purpose habe Rauch 2022 dafür argumentiert, „dass der Vorstoß für die Homo-Ehe einen Triumph der Mäßigung über den Radikalismus innerhalb der Homosexuellen-Community darstellt.“ Rauch befürchte, dass die heutigen Aktivisten für Transgender-Rechte einen anderen Weg einschlagen könnten.

## Werke (Auswahl)
- 1992: The outnation: a search for the soul of Japan, ISBN 0-87584-320-4.
- 1993: Kindly Inquisitors: The New Attacks on Free Thought
- 1994: Demosclerosis: The Silent Killer of American Government
- 1996: Beyond Queer: Challenging Gay Left Orthodoxy (editiert von Bruce Bawer)
- 1998: American Finance for the 21st Century (gemeinsam mit Robert Litan)
- 1999: Government's End: Why Washington Stopped Working
- 2003: Gay Marriage: Why It Is Good for Gays, Good for Straights, and Good for America
- 2013: Denial: My 25 Years Without a Soul, E-Book
- 2014: Kindly Inquisitors: The New Attacks on Free Thought (Erweiterte Ausgabe)
- 2015: Political Realism: How Hacks, Machines, Big Money, and Back-Room Deals Can Strengthen American Democracy
- 2018: The Happiness Curve: Why Life Gets Better After Midlife
- 2018: "Boycott the GOP". Dispatches. Politics, The Atlantic. 321 (2): 13–16.
- 2021: The Constitution of Knowledge. A Defense of Truth, ISBN 978-0-8157-3886-2 (deutsch: Die Verteidigung der Wahrheit [Hirzel, 2022])